# Citadel van Montpellier

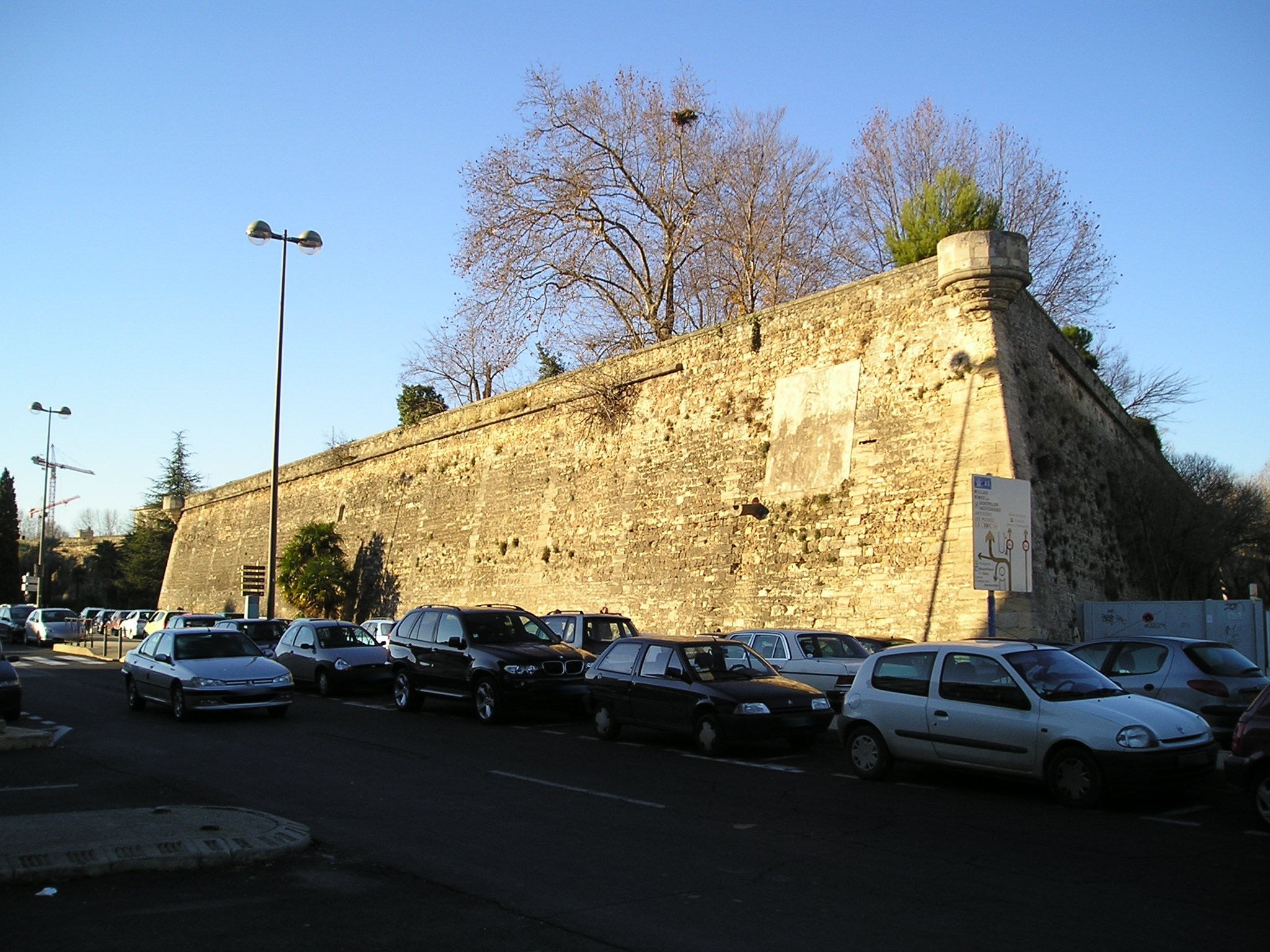
Bastion de Ventadour

De Citadel van Montpellier, Frans: Citadelle de Montpellier, is een vroegmoderne fortificatie in de stad Montpellier in het zuiden van Frankrijk. Koning Lodewijk XIII gaf na verschillende opstanden opdracht de citadel te bouwen, voor de veiligheid van de stad. De citadel werd tussen 1624 en 1627 gebouwd. In de 20e eeuw werd het de Joffre kazerne, genoemd naar Joseph Joffre, en sinds 1958 is de citadel een academische campus, het Lycee Joffre.

## Geschiedenis

### Militaire geschiedenis

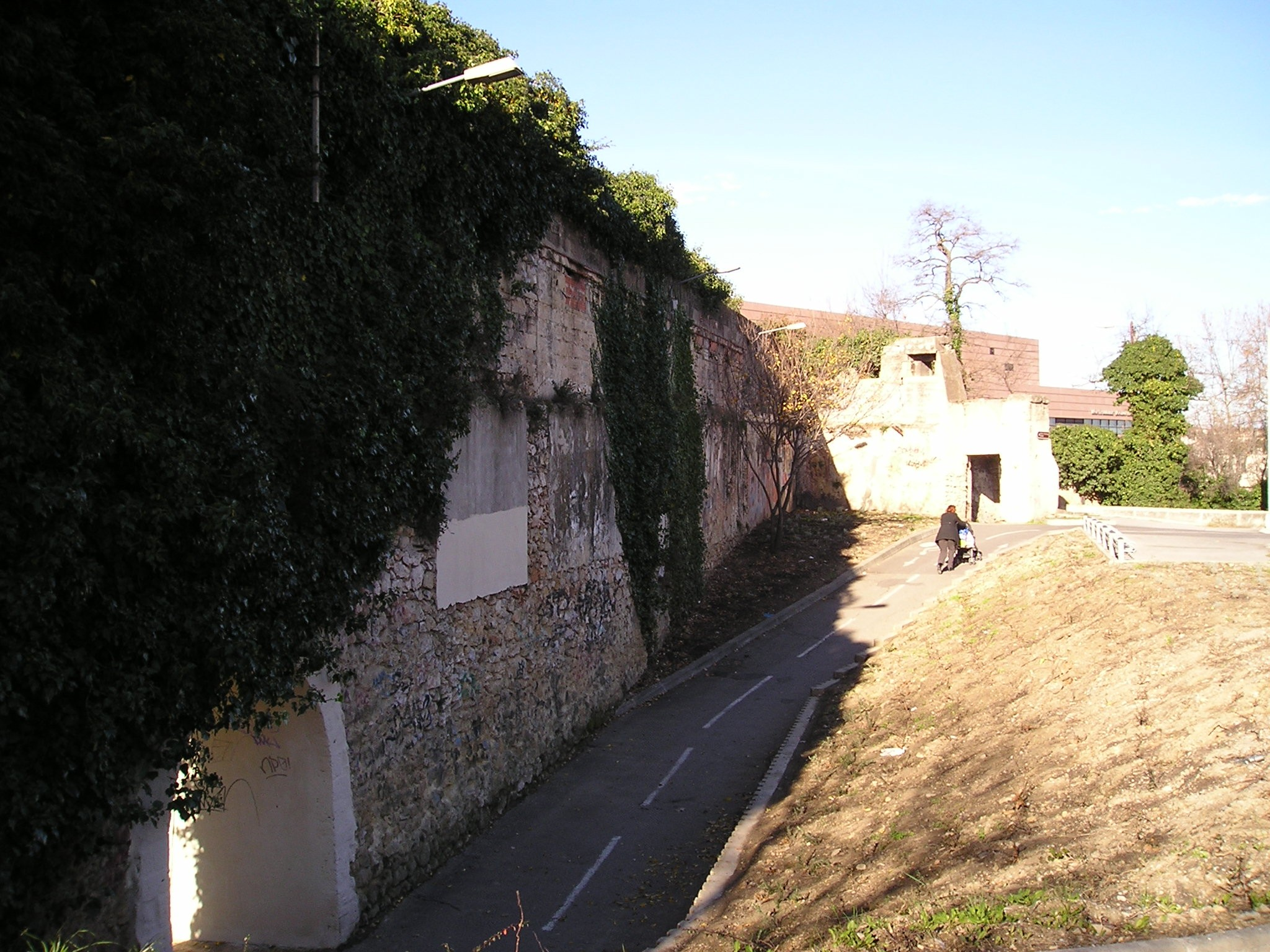
Overblijfselen van de Bastion du Roi, gezien vanuit de citadel

In 1621 kwam koning Lodewijk XIII met soldaten om een opstand van de hugenoten te onderdrukken, waarbij hij na een acht maanden durende belegering de stad overnam. De koning beval dat er dicht bij de stad een koninklijke citadel moest worden gebouwd om de stad en de omliggende regio, waar een groot aantal hugenoten leefden, te controleren.
De citadel werd tussen 1624 en 1627 gebouwd tussen de vestingwerken van de Écusson, de oude stad, en de kustvlakte van de rivier de Lez. Het was gescheiden van de eigenlijke stad door een brede esplanade, uitkijkend over de uiterwaarden van de Lez. Het bestond uit vier bastions georganiseerd in een vierkant:
- Naar het noordwesten met uitzicht op de stad was het Bastion du Roi, het Bastion van de Koning,
- naar het zuidwesten het Bastion de la Reine, het Bastion van de Koningin,
- naar het noordoosten met uitzicht op de uiterwaarden was het Bastion de Montmorency en
- naar het zuidoosten het Bastion de Ventadour.

De gebouwen binnen de citadel zijn meer keren gereconstrueerd. De laatste reconstructie voordat de citadel werd omgevormd tot educatief gebouw was in 1863.
Onder het ancien régime waren er in de citadel koninklijke troepen gelegerd, alsmede detachementen van dienstplichtige troepen uit de Languedoc. Later werd het een kazerne van het 2de Genieregiment.

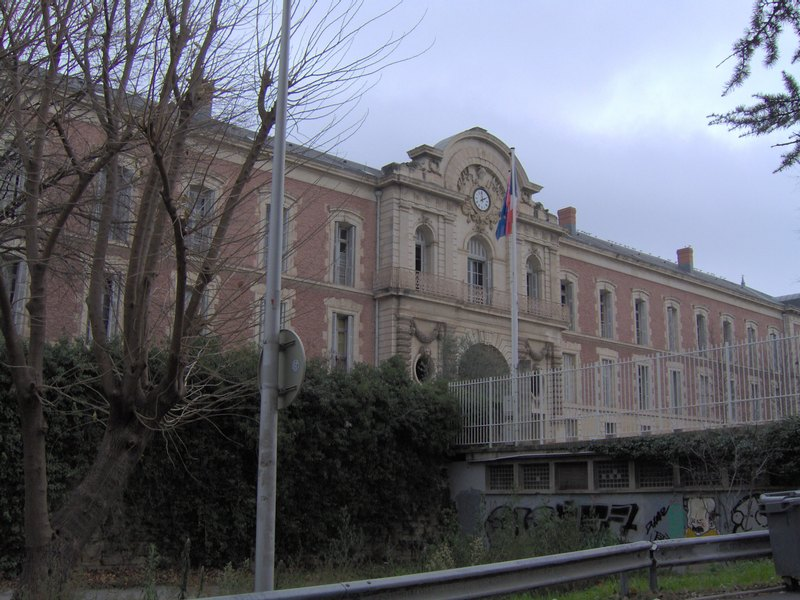
Het huidige Lycée Joffre

### Wetenschappelijke geschiedenis
Tijdens de 19e eeuw werd het duidelijk dat de middelbare school voor jonge mannen in Montpellier te klein was. Deze was in 1804 gebouwd in de buurt van de esplanade op dezelfde plaats als een voormalige Jezuïetenschool. Door de tijd werd een deel van de middelbare school en haar studenten verspreid over twee andere locaties ten noorden van de oude stad.
In 1947 besloot het stadsbestuur om de middelbare school te verplaatsen naar de citadel, die de Joffre Kazerne was geworden. De eerste lessen werden er op 1 oktober 1948 gegeven, en de laatste studenten verhuisden in de loop van oktober 1959.
Sindsdien zijn de gebouwen gerenoveerd en nieuwe gebouwen voor klaslokalen toegevoegd. Het kruitmagazijn van het Bastion de Montmorency werd omgebouwd tot een zwembad en een gymzaal en de nabijgelegen velden in sportvelden. De universitaire campus die voortkwam uit de middelbare school, de middelbare school en voorbereidende klassen, besloegen 15 ha.

## Intacte delen

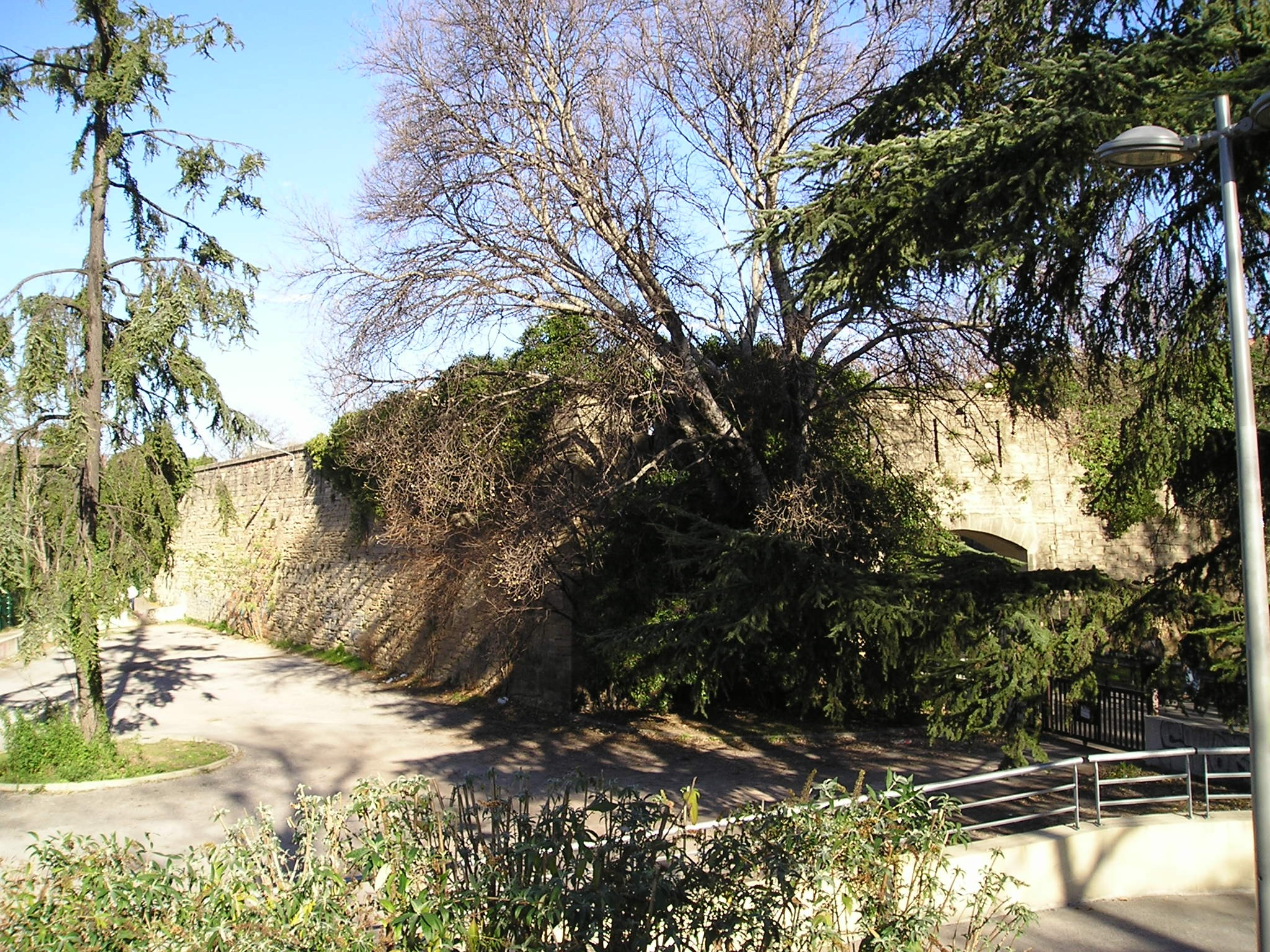
Restanten van het Bastion du Roi nabij de Place de la Comédie

Van de oorspronkelijke citadel bestaan nog de volgende delen:
- De twee zuidelijke bastions, la Bastion de la Reine en la Bastion de Ventadour en de muur ertussen zijn bewaard gebleven. Er is een palmentuin geplant aan de voet van de muur, de twee bastions en de muur kijken uit op de Allee Henri II de Montmorency en de wijk Antigone.
- Aan de westzijde ligt nog steeds het Bastion du Roi, die op verschillende plekken is doorbroken om de bouw mogelijk te maken van toegangswegen en voetpaden tussen de noordelijke parkeerplaats en het centrum van Montpellier. De muren en hun schietgaten zijn nog zichtbaar. Een spoor uit de Gare de Montpellier Saint-Roch kruist de basis van de oude muur in een tunnel.
- Aan de noordzijde staat het Bastion de Montmorency boven stedelijk gebied dat in gebruik genomen is als gymzaal van het Lycee Joffre.

## Afbeeldingen

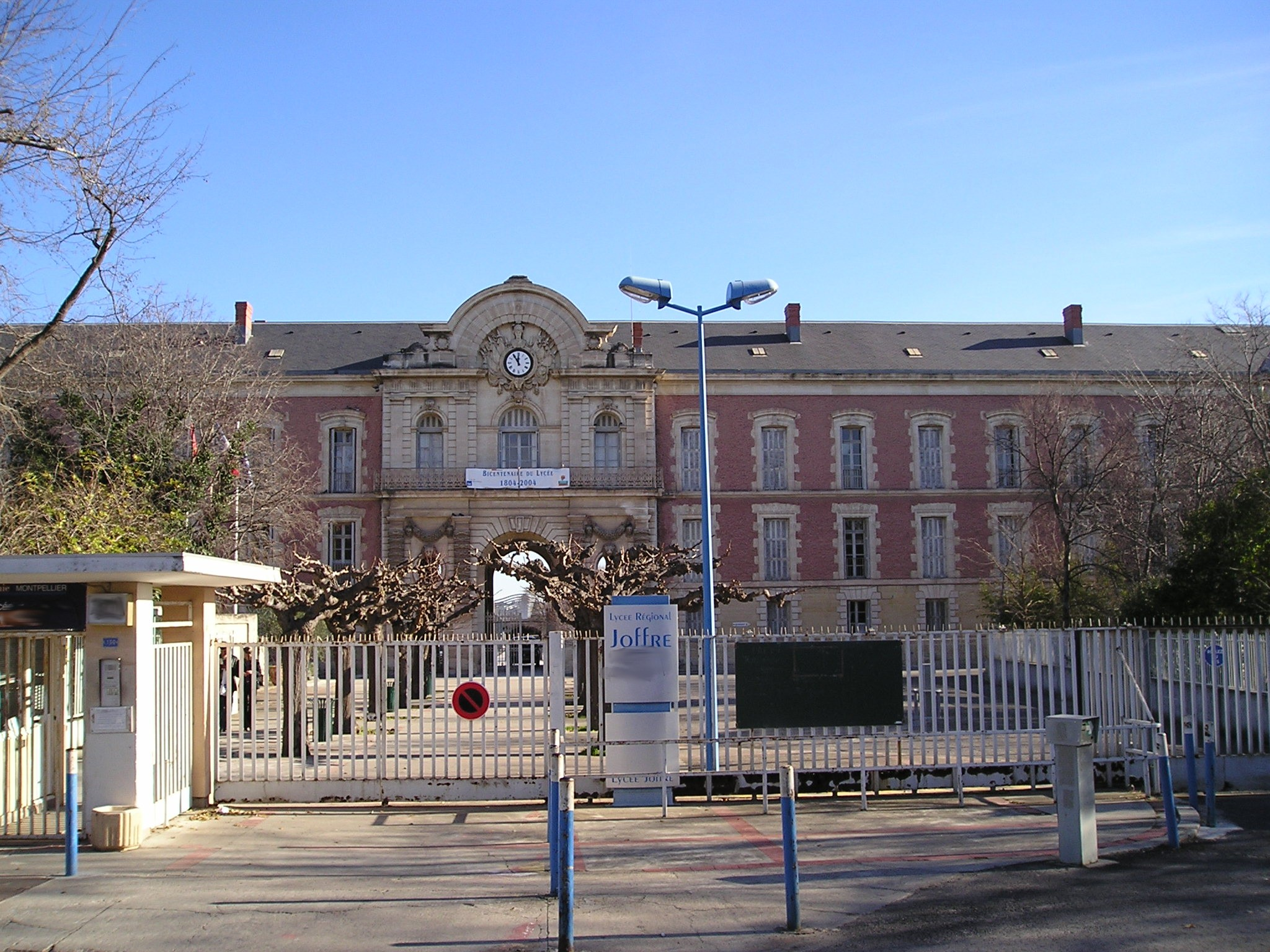
De ingang van het Lycee Joffre in 2004
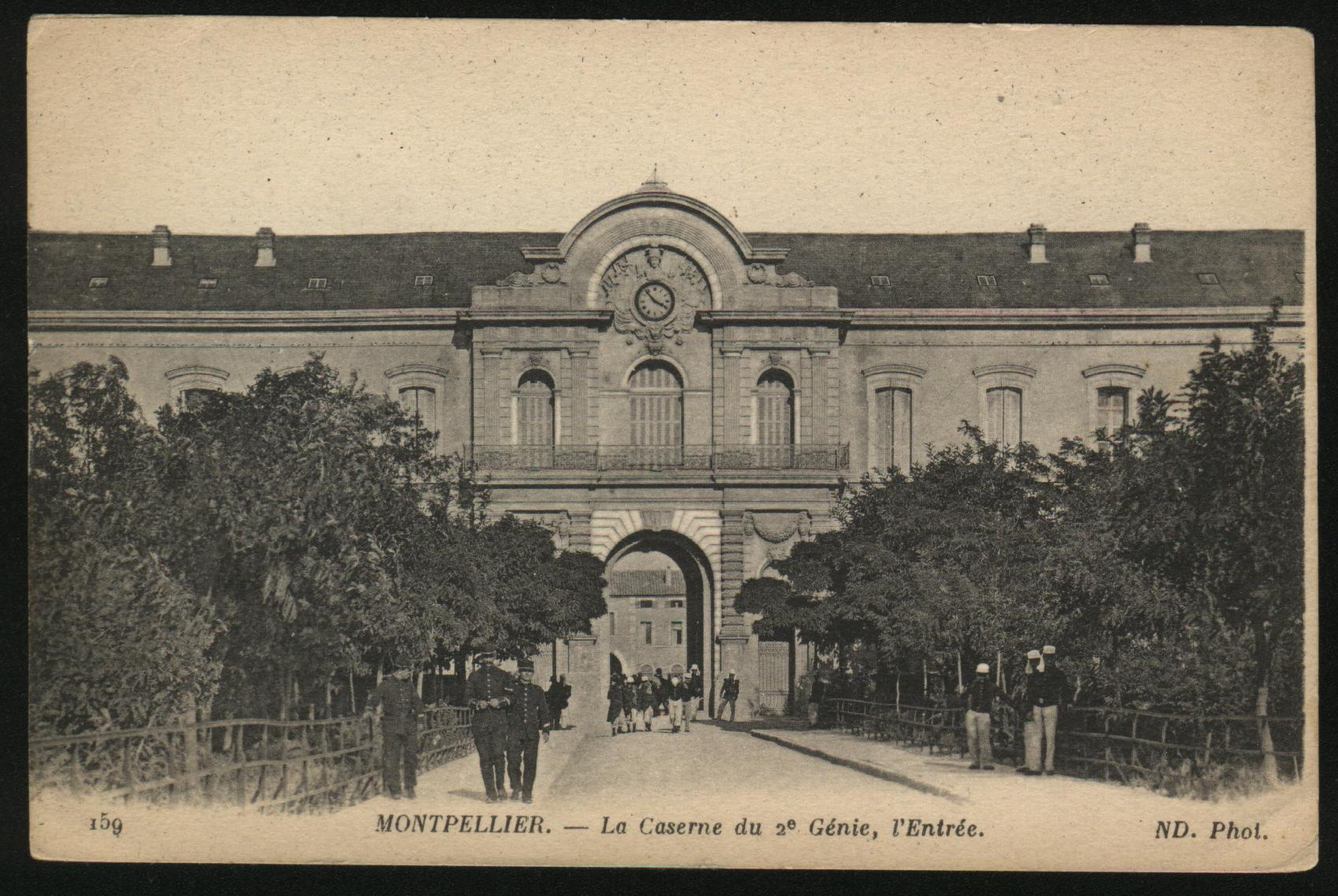
De toegang tot de Joffre kazerne in 1917
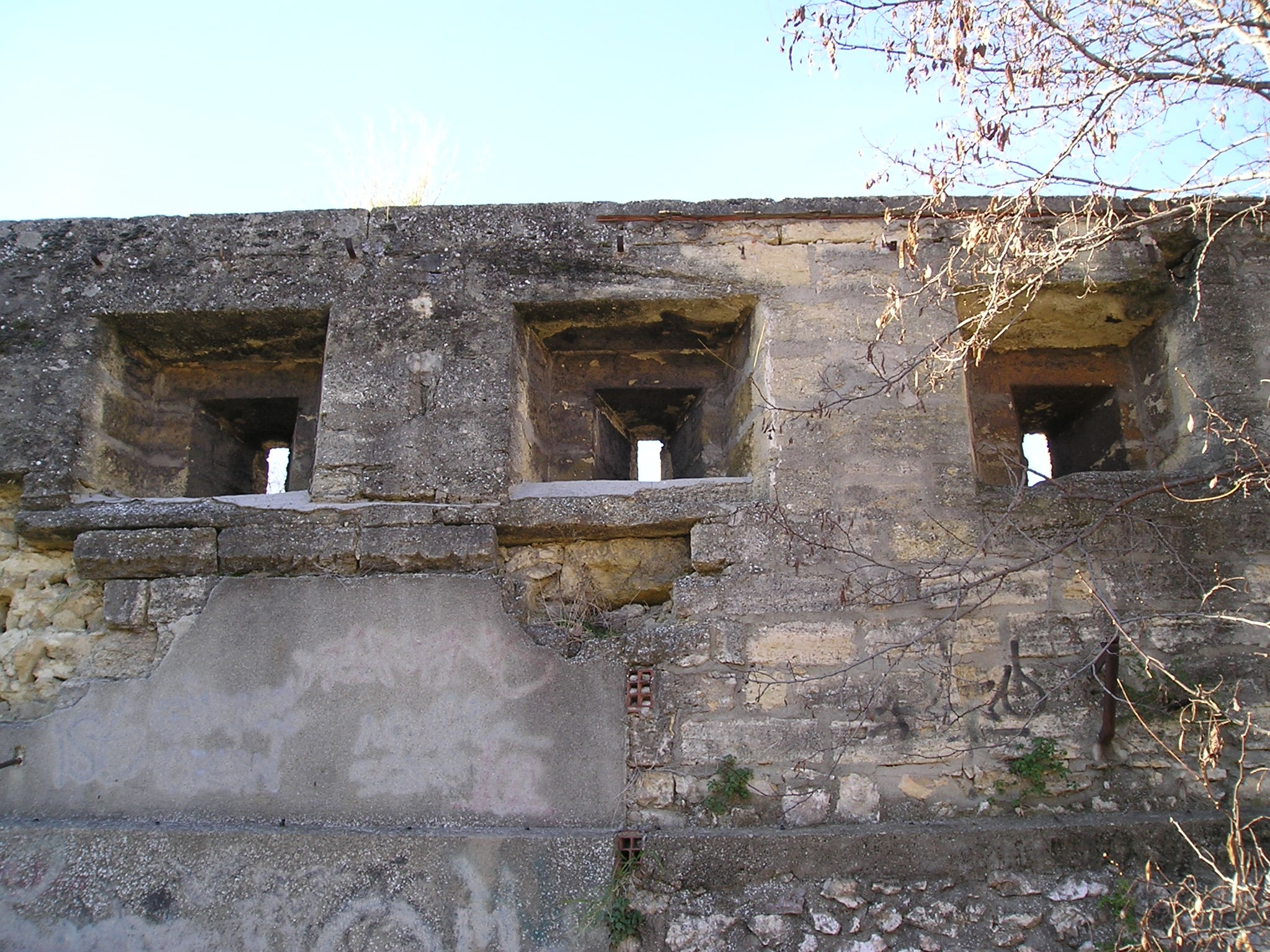
Schietgaten gezien vanuit de citadel
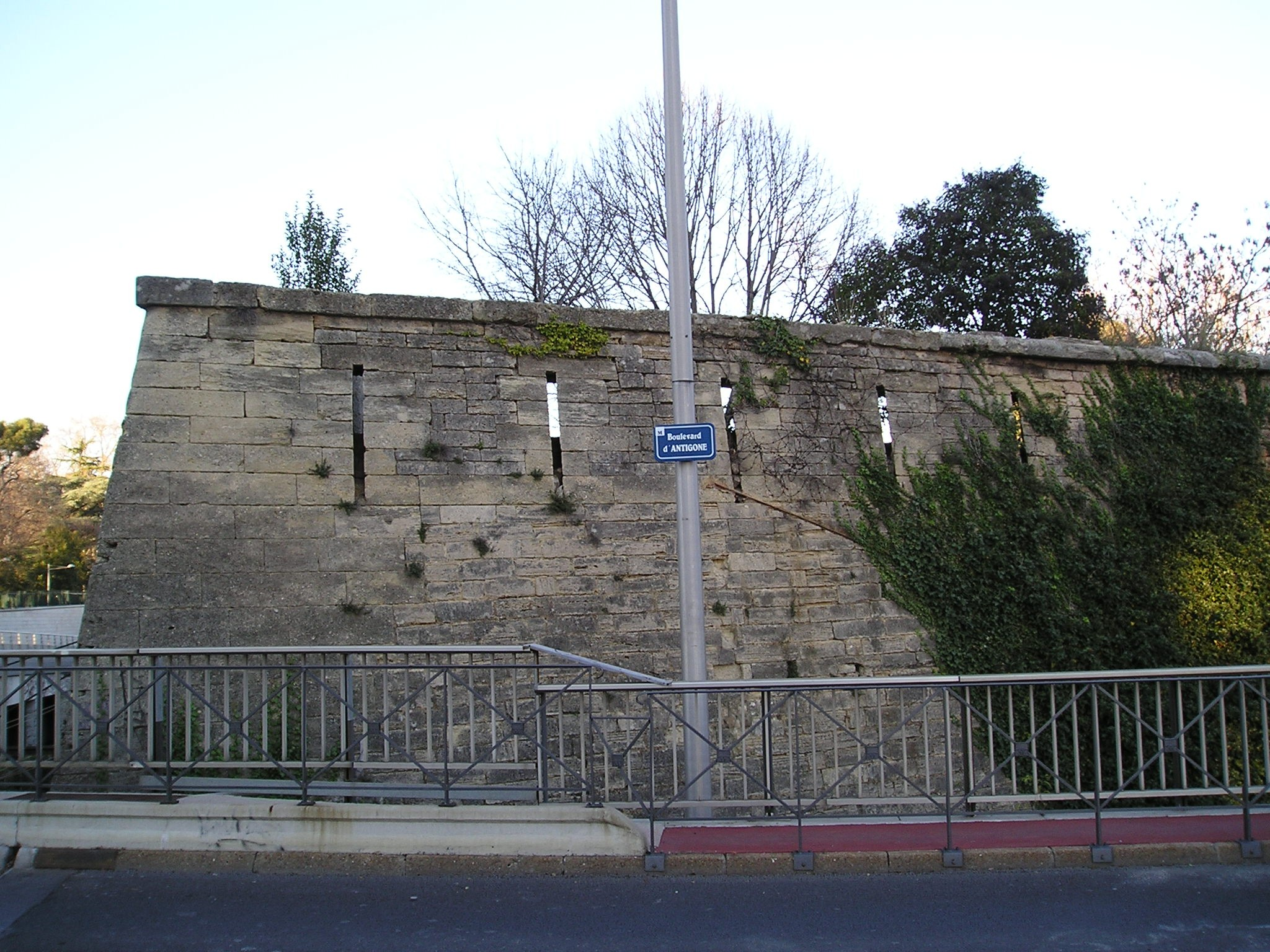
Schietgaten gezien van buiten de citadel
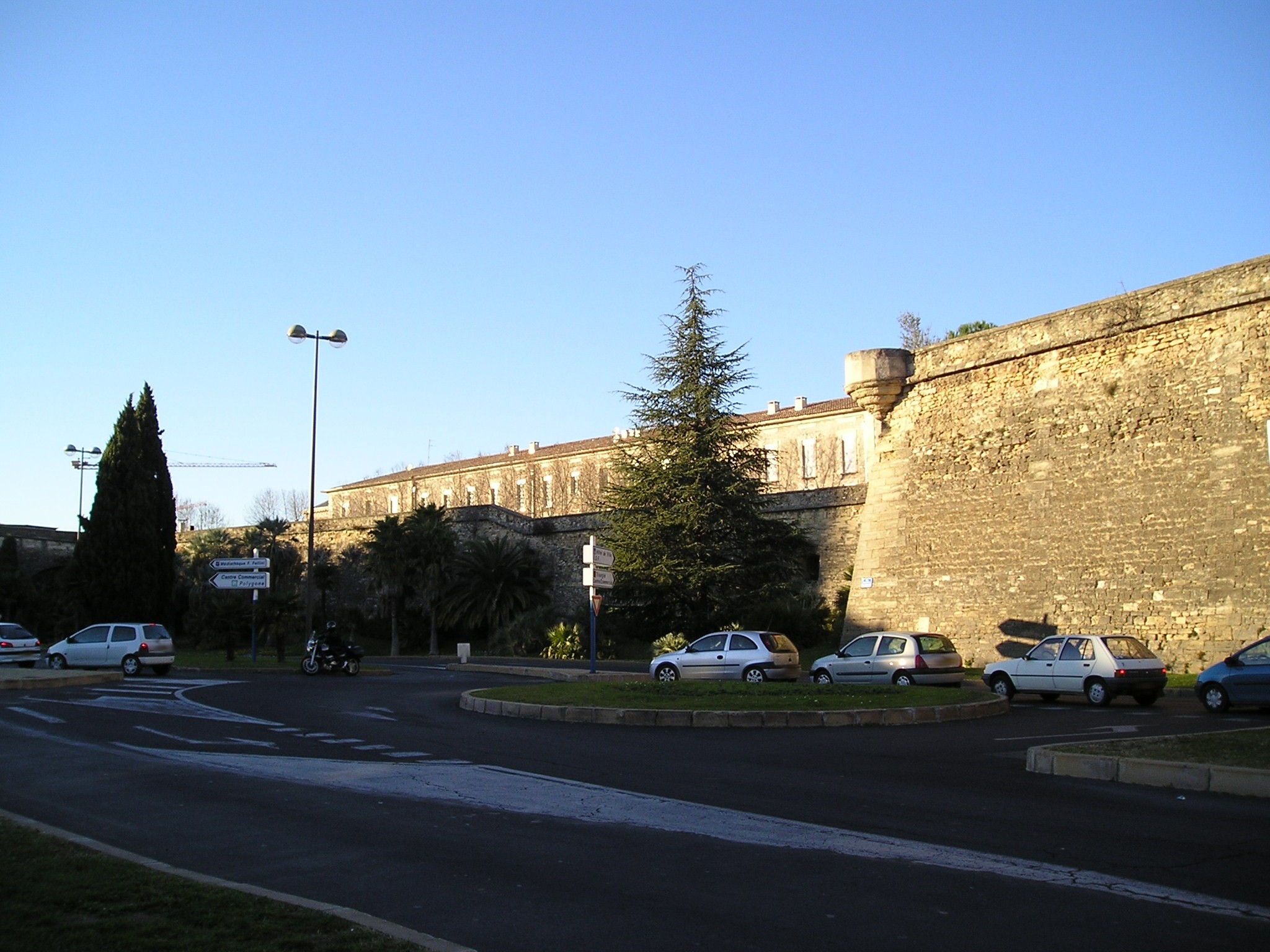
Zuidelijke muur langs de Allee Henri II de Montmorency